# Eva-Maria Kurz
Eva-Maria Kurz (* 17. Mai 1944 in Stuttgart; † 17. November 2023) war eine deutsche Diplom-Psychologin, Schauspielerin sowie Hörspiel- und Hörbuchsprecherin.

## Leben und Wirken
Nach dem Abitur 1963 am Hölderlin-Gymnasium in Stuttgart studierte Eva-Maria Kurz zunächst Medizin an der Eberhard Karls Universität Tübingen und wechselte nach zwei Semestern zum Studiengang Psychologie. 1974 beendete sie ihr Studium mit einem Diplom. Nachfolgend bildete sie sich zur Klinischen Psychologin und Familientherapeutin (Systemische Therapie) weiter. Zwischen 1975 und 1983 hatte sie eine Festanstellung als Psychologin an der Universität Tübingen. Ihr Aufgabenbereich umfasste als Tutorin die Betreuung von Bewohnern des Studentendorfs Waldhäuser Ost, wo sie selbst seit 1975 in einem der Wohnheime lebte, um direkte Anlaufstelle für Studierende zu sein, die in persönliche Schwierigkeiten geraten waren. Ihre Stelle wurde aufgrund von Sparmaßnahmen durch die Universität gekündigt, obgleich es Bedarf für eine Psychologin gab, schrieb die Regionalpresse.
Nach der unfreiwilligen Beendigung ihrer Tätigkeit zog Kurz 1983 nach Berlin, arbeitete zunächst in verschiedenen Funktionen an Off-Theatern und begann eine Ausbildung als Schauspielerin. Ausschlaggebend für ihre berufliche Neuorientierung waren Theaterarbeiten von Klaus Michael Grüber und George Tabori, insbesondere eine Hospitanz an der Freien Volksbühne Berlin bei Proben von Klaus Michael Grüber zu Pirandellos Sechs Personen suchen einen Autor. 1985 lernte Kurz Rosa von Praunheim kennen, übernahm in dessen Film Ein Virus kennt keine Moral (1986) eine der Hauptrollen als Klatsch-Reporterin Carola Schurksch und begründete damit ihre weitere Laufbahn als Schauspielerin. Kurz blieb Rosa von Praunheim verbunden und arbeitete immer wieder mit ihm zusammen, z. B. bei Anita – Tänze des Lasters (1987), Rosas Höllenfahrt (2009) und anderen Produktionen.
Auch mit den Regisseuren Christoph Schlingensief, Jörg Buttgereit und Arend Agthe arbeitete sie mehrfach zusammen.
In dem Film Faust des russischen Regisseurs Alexander Sokurow, der 2011 bei den Filmfestspielen von Venedig den Goldenen Löwen erhielt, übernahm Kurz die Rolle von Fausts Köchin, die Sokurow eigens für sie geschrieben hatte.
Außer in Kinofilmen spielte Eva-Maria Kurz seit Anfang der 1990er-Jahre auch in mehr als 100 Fernsehproduktionen mit, zudem in Kurzfilmen, Musik- und Webvideos. Parallel zu ihrer Arbeit bei Film und Fernsehen trat sie immer wieder auf Theaterbühnen auf (Berliner Off-Theater, Komödie Kassel, Das Theater an der Effingerstrasse in Bern u. a.).
Des Weiteren arbeitete sie als Sprecherin in Hörspielen und Hörbüchern, für Audioguides, Videospiele und bei Lesungen.
Sie war Mitglied der Deutschen Filmakademie.
Am 17. November 2023 verstarb Eva-Maria Kurz, wie auf ihrer eigenen Website mitgeteilt wurde. Der Tagesspiegel berichtete, dass Kurz aufgrund einer Erkrankung den assistierten Suizid wählte. Von der Deutschen Filmakademie gab es einen Nachruf auf sie, unter dem ihr Rosa von Praunheim ein Gedicht widmete.

## Filmografie (Auswahl)

### Kino
- 1986: Ein Virus kennt keine Moral, Regie: Rosa von Praunheim
- 1987: Anita – Tänze des Lasters, Regie: Rosa von Praunheim
- 1989: Abschied vom falschen Paradies, Regie: Tevfik Başer
- 1989: Der Todesking, Regie: Jörg Buttgereit
- 1990: Das deutsche Kettensägenmassaker, Regie: Christoph Schlingensief
- 1991: Hinter verschlossenen Türen, Regie: Anka Schmid
- 1992: Die Lok, Regie: Gerd Haag
- 1994: Terror 2000 – Intensivstation Deutschland, Regie: Christoph Schlingensief
- 1997: 4 Geschichten über 5 Tote, Regie: Lars Büchel
- 2000: Der tote Taucher im Wald, Regie: Marcus O. Rosenmüller
- 2001: Das Sams, Regie: Ben Verbong
- 2005: Stadt als Beute, Regie: Esther Gronenborn
- 2006: Marta und der fliegende Großvater, Regie: Christian Schwochow
- 2007: Free Rainer – Dein Fernseher lügt, Regie: Hans Weingartner
- 2008: Weitertanzen, Regie: Friederike Jehn
- 2009: Rosas Höllenfahrt, Regie: Rosa von Praunheim
- 2011: Faust, Regie: Alexander Sokurow
- 2012: Das Mädchen und der Tod, Regie: Jos Stelling
- 2014: Amour Fou, Regie: Jessica Hausner
- 2015: Schwester Weiß, Regie: Dennis Todorović
- 2016: Das kalte Herz, Regie: Johannes Naber
- 2019: O Beautiful Night, Regie: Xaver Böhm
- 2022: Rex Gildo – Der letzte Tanz, Regie: Rosa von Praunheim

### Fernsehen
- 1995  Drei Tage im April Regie:Oliver Storz
- 1996: Ein flotter Dreier (TV-Serie), Regie: Arend Agthe & Berthold Mittermayr
- 1997: Die Konkurrentin, Regie: Dagmar Hirtz
- 1997: Lea Katz – Die Kriminalpsychologin: Das wilde Kind
- 1999: Alles Bob, Regie: Otto Alexander Jahrreiss
- 2000: Jahrestage, Regie: Margarethe von Trotta
- 2000: Ein starkes Team: Bankraub, Regie: Konrad Sabrautzky
- 2001: Tatort: Bienzle und der heimliche Zeuge, Regie: Arend Agthe
- 2002: Kolle – Ein Leben für Liebe und Sex, Regie: Susanne Zanke
- 2002: Unser Charly: Ausreißer wider Willen, Regie: Franz Josef Gottlieb
- 2003: Erbin mit Herz, Regie: Holger Barthel
- 2004: Tatort: Der vierte Mann, Regie: Hannu Salonen
- 2004: Blond: Eva Blond!: Wie das Leben so spielt, Regie: Matthias Glasner
- 2004: Siebenstein: Die Pups-Zwiebel, Regie: Arend Agthe
- 2005: Die Schokoladenkönigin, Regie: Matthias Kopp
- 2005. SOKO Wismar: Blind Date, Regie: Nils Willbrandt
- 2006: Drei Schwestern made in Germany, Regie: Oliver Storz
- 2006: Löwenzahn: Verblüffende Entdeckung in Bärstadt, Regie: Jürgen Weber
- 2007: Der Verdacht (Kurzfilm), Regie: Felix Hassenfratz
- 2005–2008: Stratmanns – Jupps Kneipentheater im Pott, Regie: Klaus Keller
- 2009: Lucky Fritz, Regie: Stephen Manuel
- 2009: Mein Flaschengeist und ich, Regie: Andreas Senn
- 2009: Tatort: Altlasten, Regie: Eoin Moore
- 2010: Der Bulle und das Landei: Tödliches Heimweh, Regie: Hajo Gies
- 2011: Großstadtrevier: Große Erwartungen, Regie: Marcus Weiler
- 2011: Am Ende die Hoffnung, Regie: Thorsten Näter
- 2011: Einsatz in Hamburg: Der Tote an der Elbe, Regie: Thomas Jahn
- 2011: Na Sdorowje! Babuschka! (Kurzfilm), Regie: Victoria Gurtovaj
- 2011: Notruf Hafenkante: Gewinner und Verlierer, Regie: Oren Schmuckler
- 2012: Die Machtergreifung, Regie: Bernd Fischerauer
- 2013: Heiter bis tödlich: Fuchs und Gans: Die Erbin, Regie: Dietmar Klein
- 2013: In Your Dreams – Sommer deines Lebens: Ungeschickt lässt grüßen, Regie: Ralph Strasser
- 2013: Siebenstein: Das Zauberwort, Regie: Arend Agthe
- 2013: Akte Ex: Kleinvieh macht auch Mist, Regie: Thomas Jahn
- 2014: Die Amazonen. Auf der Spur antiker Kämpferinnen, Regie: Victor Grandits
- 2015: SOKO Wismar: Dornröschenschlaf, Regie: Steffi Doehlemann
- 2016: Die Büffel sind los! Regie: Tomy Wigand
- 2016: Alles Klara: Der dritte Mann, Regie: Thomas Freundner
- 2017: Opus Brain (Video), Regie: Gerrick Lauterbach
- 2017: Chaos-Queens – Für jede Lösung ein Problem, Regie: Thomas Freundner
- 2017: Hausbau mit Hindernissen, Regie: Till Franzen
- 2017: Kein Herz für Inder, Regie: Viviane Andereggen
- 2017: Hit Mom – Mörderische Weihnachten, Regie: Sebastian Marka
- 2018: SOKO Stuttgart: Ein ehrenwertes Haus, Regie: Christoph Eichhorn
- 2018: Der Zauberlehrling, Regie: Frank Stoye
- 2019: Die Spezialisten – Im Namen der Opfer: Die Kalte Hand, Regie: Oliver Liliensiek
- 2021: Die unheimliche Leichtigkeit der Revolution
- 2022: Völlig meschugge?!, Regie: Frank Stoye
- 2023: Familie Anders: Willkommen im Nest, Regie: Sophie Averkamp
- 2023: Wenn Papa auf der Matte steht, Regie: Tomy Wigand

## Theater (Auswahl)
- 1984: Tiger-Theater Berlin, Stefan Zweig: Die Welt von Gestern, Regie: Jorge Reis, Rolle: Friederike Zweig
- 1993: Schoko-Laden Berlin, Bettina Weber: Tabu-la-rasa, Regie: Bettina Weber, Rolle: Elisabetha
- 1994: Stükke-Theater Berlin, Philip Ridley: Die schnellste Uhr im Universum, Regie: Donald Berkenhoff, Rolle: Cheetah Bee
- 1994: Zan Pollo Theater Berlin, Friederike Roth: Erben und Sterben, Regie: Ilona Zarypow, Rolle: Die Alte
- 1998: Theater am Kurfürstendamm Berlin, Curth Flatow: Ein gesegnetes Alter, Regie: Jürgen Wölffer, Rolle: Frau Glaser
- 2001: Das Theater an der Effingerstrasse, Bern, Albert Camus: Das Missverständnis, Regie: Markus Keller, Rolle: Die Mutter
- 2002: Komödie Kassel, Cecil Stevens: Ich hol mal eben Zigaretten, Regie: Axel Hinz, Rolle: Conny
- 2009: Kölner Theaternacht, Stefan Aretz: Blinde Passagiere, Regie: Stefan Aretz, Rolle: Siggi
- 2009: Das Theater an der Effingerstrasse, Bern: Friedrich Dürrenmatt: Das Versprechen, Regie: Markus Keller, Rolle: Frau Schrott
- 2010: Schauspielhaus Salzburg: Friedrich Dürrenmatt: Das Versprechen, Regie: Markus Keller, Rolle: Frau Schrott
- 2018–2020: Theaterdiscounter Berlin: Dein Gesicht ist eine wunderbare Bühne für mein Drama, Regie: Malte Schlösser

## Hörspiel, Hörbuch (Auswahl)
- 2007: Stella Luncke/Josef Maria Schäfers: American Overflow, Regie: Stella Luncke/Josef Maria Schäfers (Hörspiel – SWR)
- 2010: Blanca Busquets: Die Woll-Lust der Maria Dolors (Hörbuch – Der Hörverlag DHV)
- 2011: Marianne Zückler: Die Läuferin (Leslie), Regie: Andrea Getto (Hörspiel – RBB/NDR)
- 2013: Die Playmos – Der Ball im Prinzessinnen-Schloss, Regie: Florian Fickel
- 2013: E. M. Cioran: Vom Nachteil, geboren zu sein – Regie: Kai Grehn (Hörspiel – SWR)
- 2015: David Gieselmann: Vulkan – Untergang der westlichen Zivilisation, Regie: Alexander Schuhmacher (Hörspiel – Deutschlandfunk Kultur)
- 2015: Thomas Ladenburger: Al Halqa – Die letzten Erzähler, Regie: Thomas Ladenburger (Hörbuch)[8]
- 2018: Die Drei Fragezeichen Kids –  Rätselfalle (Hörspiel)
- 2018: Rusalka Reh: Pizzicato Wundergeige (Kinderhörspiel), Regie: Robert Schoen (rbb)[9]
- 2020: Stella Luncke/Josef Maria Schäfers: Unrentabel – Künstler oder Rentner? (Hörspiel SWR2)
- 2022: Anna Böhm: Die Weihnachtstanne (Kinderhörspiel), Regie: Giuseppe Maio (Deutschlandfunk Kultur)
- 2022 Rimini Protokoll: The Walks, Episode 10: Spielplatz  (Audiowalk für Besucher eines Spielplatzes in der App The Walks)[10]